# پل جنوبی

نمودار پل شمالی/جنوبی

پل جنوبی (به انگلیسی: Southbridge) به یکی از دو تراشه اصلی در مادربرد رایانه‌های شخصی اشاره دارد. تراشه اصلی دیگر پل شمالی است. معمولاً پل جنوبی کارهای ضعیف تری را نسبت به پل شمالی انجام می‌دهد. در سامانه تراشه‌های اینتل، پل جنوبی را قطب کنترل‌کننده ورودی/خروجی می‌نامند. تمایز پل جنوبی با پل شمالی در این است که پل جنوبی مستقیماً با پردازنده مرکزی ارتباط ندارد، و از طریق پل شمالی به پردازنده متصل شده‌است.

## بررسی کلی
به دلیل آنکه پل جنوبی در فاصله زیادی از پردازنده مرکزی قرار دارد، مسئولیت‌های کمتری به آن واگذار می‌شود. به‌طور سنتی رابطه بین پل شمالی و پل جنوبی بوسیله یک گذرگاه (Bus) انجام می‌شود، ولی چون گذرگاه سرعت کمی دارد، بیشتر تراشه‌های امروزی از یک رابط دیگر با یک کارائی بالا استفاده می‌کنند.
ICH مرکز کنترل ورودی/خروجی در پل جنوبی است.